# Aravete
Aravete est un bourg estonien (estonien : alevik) de la région de Järva, au centre du pays. Il appartient à la municipalité rurale d’Ambla. Sa population était de 904 habitants au 1er janvier 2012.